# Oscar Carneiro da Fontoura
Oscar Carneiro da Fontoura (Dom Pedrito, 20 de janeiro de 1900 — Porto Alegre, 27 de dezembro de 1977) foi um médico e político brasileiro.
Filho de Alexandre Carneiro da Fontoura e de Francisca Formoso da Fontoura, formado em medicina (CRM: RS587). Foi casado com Alice Machado da Fontoura.
Foi prefeito de Dom Pedrito, deputado estadual, deputado federal, secretário de Estado da Fazenda, secretário de Estado do Interior e Justiça, presidente do Partido Social Democrático, ex- constituinte e líder do seu partido. Assumiu a Secretaria da Fazenda no governo do general Daltro Filho, em 1937, continuando à frente daquela pasta nas gestões de Cordeiro de Farias, Cilon Rosa, Ernesto Dorneles e até o início do Governo Walter Jobim, em 1947. Foi eleito deputado estadual, pelo PSD, para a 37ª Legislatura da Assembleia Legislativa do Rio Grande do Sul, de 1947 a 1951.
Presidiu a Federação da Agricultura do Estado do Rio Grande do Sul(FARSUL) de 1963 a 1965. Foi ainda diretor da Caixa Econômica Federal, assessor da Caixa Econômica Estadual e colaborador direto, além de amigo pessoal, do governador Ildo Meneghetti.  Ao final de sua existência, em sua terra natal, Dom Pedrito, dedicou-se integralmente à pecuária.